# Legione d'Onore Messicana
La Legione d'Onore Messicana (in spagnolo Legión de Honor Mexicana, nota anche come Legione d'Onore Militare Messicana, in spagnolo Legión de Honor Militar Mexicana) è un ordine di merito conferito a militari, veterani ed altri individui che hanno contribuito alla difesa nazionale, alla sicurezza ed alla sovranità del Messico, derivata dalla Legione d'onore, un corpo riservista composto da ufficiali dell'Armata Costituzionale a seguito della Rivoluzione messicana.

## Storia
Viene creata nel 1949 con decreto del presidente Miguel Alemán Valdés per onorare i soldati che durante la loro vita hanno contribuito alla difesa nazionale o al raggiungimento di obbiettivi sociali promossi dalla costituzione.
Un emendamento del 1994 ha riorganizzato la struttura creando un consiglio per il conferimento, estendendo a tutti quelli che hanno partecipato ad eventi preminenti della storia messicana, hanno svolto azioni eroiche o hanno contribuito alla difesa militare della nazione, al mantenimento della sicurezza nazionale o hanno mantenuto la sovranità nazionale e l'indipendenza. Dal 2003 a seguito di una legge viene riconosciuta come decorazione.
Nel 2015 è stata riorganizzata di nuovo nella sua principale struttura militare, tuttavia espandendo il conferimento ad alcuni casi specifici per i non militari.
Attualmente viene conferita principalmente dopo aver compiuto almeno 30 anni di servizio militare attivo.

### Cronotassi dei comandanti della Legione
- Gral. de Div. Cándido Aguilar Vargas, 1 febbraio 1949 - 30 ottobre 1950;
- Gral. de Div. Federico Montes, 1 novembre 1950 - 1 dicembre 1950;
- Gral. de Div. Francisco L. Urquizo, 1 gennaio 1951 - 1 gennaio 1953;
- Gral. de Div. Juan Jiménez Méndez, 1 gennaio 1953 - 16 novembre 1954;
- Gral. de Div. Aureo L. Calles, 16 novembre 1954 - 20 novembre 1957;
- Gral. de Div. Ramón F. Iturbe, 1 gennaio 1958 - 16 febbraio 1966;
- Gral. de Div. Benito Bernal Miranda, 16 febbraio 1966 - 15 giugno 1970;
- Gral. de Div. Javier Echeverría Adame Marquina, 16 giugno 1970 - 11 gennaio 1987;
- Gral. de Div. Francisco González Swain, 11 gennaio 1987 - 30 giugno 1987;
- Gral. de Div. Joaquín Felipe Leyzaola, 30 giugno 1987 - 16 giugno 1991;
- Gral. de Div. P.A. Héctor Berthier Aguiluz, 9 agosto 1991 - 19 agosto 1995;
- Gral. de Bgda. I.I. Ret. Jorge Mario Rojas Madrigal, 20 agosto 1995 - 15 novembre 1995;
- Gral. de Div. DEM. Salvador Revueltas Olvera, 16 novembre 1995 - 3 ottobre 2004;
- Gral. de Div. DEM. Ret. Alfredo Hernández Pimentel, 16 ottobre 2004 - 30 giugno 2021;
- Gral. de Div. E.M. Ret. Luis Arturo Oliver Cen, da luglio 2021.